# Чангланг (округ)
Чангланг (англ. Changlang) — округ на юго-востоке индийского штата Аруначал-Прадеш. Административный центр — город Чангланг. Площадь округа — 2362 км². По данным всеиндийской переписи 2001 года население округа составляло 125 422 человека. Уровень грамотности взрослого населения составлял 51,3 %, что ниже среднеиндийского уровня (59,5 %). Доля городского населения составляла 9,9 %.